# Volgograd

Karta över Volgograds stadsdistrikt. Distrikten är, räknat från norr, Traktorozavodskij, Krasnooktjabrskij, Dzerzjinskij, Tsentralnyj (det till ytan minsta distriktet), Vorosjilovskij, Sovetskij, Kirovskij och Krasnoarmejskij.

Volgograd (ryska: Волгогра́д) är en stad vid floden Volga i Ryssland med ungefär en miljon invånare. Den grundades 1589 under namnet Tsaritsyn och hette 1925–1961 Stalingrad. Från och med 2023 ändras stadens namn åter till Stalingrad sex dagar per år i ceremoniellt syfte. Staden är administrativ huvudort för Volgograd oblast.

## Historia
Tsaritsyn anlades på 1500-talet och befästes under 1600-talet med en stark vall jämte vallgrav, av vilken lämningar ännu är synliga.
Under tsarväldet tillhörde staden det ryska guvernementet Saratov. Staden hade omkring 100 000 (vid folkräkningen 1897
56 000, 1899 67 650) invånare. Distriktet Tsaritsyn, omfattande staden med närmast omkringliggande område, hade 1915 259 000 invånare, varav emellertid 138 700 bodde på landsbygden.
Tsaritsyn var ändpunkt för den i nordväst-sydost löpande järnvägslinje, som började vid Riga och som skar alla huvudlinjer, vilka utgick från Moskva söderut. Därifrån utgår också en järnväg till Tjirsk vid Don, där varor, som flodledes kom från Azovska sjön, omlastades och vidarebefordrades till Tsaritsyn. Vid Tsaritsyn fanns ett stort och givande oljebäcken. Staden drev livlig handel med trävaror, spannmål, senap, fisk och meloner, nafta, ull och salt; fisket på platsen var betydande. Tsaritsyn var särskilt känt för sin melonodling.
Under ryska inbördeskriget intogs staden av "de vita" under ledning av general Anton Denikins sydarmé.
Under andra världskriget stod där slaget vid Stalingrad mellan tyska och sovjetiska trupper, under vilket staden i stort sett helt förintades. Slaget blev vid sidan om slaget vid Kursk den så kallade geografiska vändpunkten under den tyska invasionen av Sovjetunionen.
Den "verkliga" vändpunkten skedde, enligt vissa uppfattningar, när Tyskland inte lyckades nå Moskva före vintern. Detta är dock mycket olika beroende på vilka källor man undersöker.

### Namnhistoria
| 1589–1925  | Tsaritsyn  |
| 1925–1961  | Stalingrad |
| 1961–nutid | Volgograd  |

Det finns planer på att hålla en folkomröstning bland stadens invånare för att ändra stadens namn från Volgograd till Stalingrad.
Den 30 januari 2013 beslutade Volgograds statsråd att man ska använda namnet "Hero City Stalingrad" åtta datum om året. På följande datum kan "Hero City Stalingrad" officiellt användas:
- 2 februari (Slutet av slaget vid Stalingrad),
- 23 februari (Fäderneslandsförsvararens dag),
- 9 maj (Segerdagen 1945),
- 22 juni (Operation Barbarossa inleddes),
- 23 augusti (Början av slaget vid Stalingrad),
- 2 september (För att fira segern över Japan),
- 19 november (Operation Uranus inleddes),
- 9 december (Dag för fäderneslandets hjältar)

## Administrativt område

### Stadsdistrikt
Volgograd är indelat i åtta stadsdistrikt.
| Stadsdistrikt     | Invånarantal 9 oktober 2002 | Invånarantal 14 oktober 2010 | Invånarantal 1 januari 2015 |
| ----------------- | --------------------------- | ---------------------------- | --------------------------- |
| Dzerzjinskij      | 175 330                     | 182 579                      | 184 709                     |
| Kirovskij         | 107 733                     | 103 084                      | 101 299                     |
| Krasnoarmejskij   | 175 420                     | 169 530                      | 166 952                     |
| Krasnooktjabrskij | 155 041                     | 151 780                      | 150 211                     |
| Sovetskij         | 83 052                      | 106 924                      | 113 124                     |
| Traktorozavodskij | 136 746                     | 139 810                      | 138 707                     |
| Tsentralnyj       | 97 167                      | 84 687                       | 81 198                      |
| Vorosjilovskij    | 80 928                      | 82 821                       | 81 251                      |
| TOTALT            | 1 011 417                   | 1 021 215                    | 1 017 451                   |

Staden omfattar numera områden som inte ingick 2002 (se tabell nedan).

### Område som administreras av staden
Volgograd administrerade tidigare även fyra orter samt viss del landsbygd utanför själva centralorten. 
| Stad/Ort   | Invånarantal 9 oktober 2002 | Invånarantal 14 oktober 2010 | Invånarantal 1 januari 2015 |
| ---------- | --------------------------- | ---------------------------- | --------------------------- |
| Volgograd  | 1 011 417                   | 1 021 215                    | 1 017 451                   |
| Gorkovskij | 15 281                      | Ingen uppgift                | Ingen uppgift               |
| Gumrak     | 5 215                       | Ingen uppgift                | Ingen uppgift               |
| Juzjnyj    | 1 886                       | Ingen uppgift                | Ingen uppgift               |
| Vodstroj   | 4 164                       | Ingen uppgift                | Ingen uppgift               |
| Landsbygd  | 6 393                       | Ingen uppgift                | Ingen uppgift               |
| TOTALT     | 1 044 356                   | 1 021 215                    | 1 017 451                   |

De fyra orterna samt landsbygdsdelen är numera sammanslagna med centrala Volgograd (i huvudsak distriktet Sovetskij).